# Dow Chemical
Dow Chemical Company este a doua companie din industria chimică la nivel global, după BASF. Dow Chemical este prezentă în 143 de țări, iar compania are 43.000 de angajați.